# Epitheria
Épithériens
Clade
Les Épithériens (Epitheria) forment un possible clade regroupant tous les mammifères placentaires à l'exception des Xénarthres.

## Historique
Les analyses génétiques menées dans les années 1990 ont profondément remanié ce taxon créé en 1975 par Malcolm McKenna.

## Description
La caractéristique principale des Épithériens est d'avoir un os de l'oreille interne en forme d'étrier, ce qui permet le passage d'un vaisseau sanguin. Cela contraste avec l'os en forme de colonne des Marsupiaux, des Monotrèmes et des Xénarthres. De plus, la fibula de leurs membres est plus courte que le tibia, l'empêchant ainsi de toucher le fémur. Toutefois, les analyses génétiques ne sont pas concluantes sur la validité de ce clade.

## Hypothèses alternatives
Les études génétiques reconnaissent quatre super-ordres au sein des mammifères placentaires : Xenarthra, Afrotheria, Euarchontoglires et Laurasiatheria, les deux derniers regroupés dans le clade Boreoeutheria. Les relations entre les deux autres groupes font débat et leur phylogénie n'est toujours pas résolue :
| A | B | C |
| --- | --- | --- |
| - Placentalia - Atlantogenata - Afrotheria - Xenarthra - Boreoeutheria - Euarchontoglires - Laurasiatheria | - Placentalia - Xenarthra - Epitheria - Afrotheria - Boreoeutheria - Euarchontoglires - Laurasiatheria | - Placentalia - Afrotheria - Exafroplacentalia - Xenarthra - Boreoeutheria - Euarchontoglires - Laurasiatheria |